# Ayer Keroh
Pour les articles homonymes, voir Ayer (homonymie).
Ayer Keroh est une ville de l'État de Malacca, en Malaisie.